# Método de van Soest
O método de van Soest é um protocolo analítico para determinação do valor alimentar de forragens. Foi desenvolvido em 1967 nos laboratórios do USDA e é rotineiramente utilizado na avaliação de forragens destinadas a ruminantes. Outras análises podem ser realizadas para determinar a contribuição para o valor nutritivo dos componentes individuais.

## Descrição
O método de análise utiliza reagentes denominados de detergentes neutros e detergentes ácidos e divide os nutrientes dos tecidos vegetais em dois grupos:
- Estimativa da % da parede celular (celulose, hemicelulose e lignina) — compreende frações insolúveis em detergente neutro;
- Estimativa da porção menos digestível da parede celular (celulose e lignina) &mash; compreende a fibra insolúvel em detergente ácido.

O nitrogênio insolúvel em detergente neutro, mas solúvel em detergente ácido, é digestível, mas de lenta degradação no rúmen. O nitrogênio na forma de NIDA parece ser resistente e praticamente indigestível e geralmente é associado à lignina e a outros compostos de difícil degradação. O NIDA atrapalha a digestão da proteína bruta, por estar associado a lignina.
São feitos os seguintes tipos de determinações:
- FDN — fibra em detergente neutro (celulose, hemicelulose, lignina, proteína lignificada e sílica);
- FDA — fibra em detergente ácido (celulose, lignina, cinzas, sílica, N-lignificado);
- NIDN — nitrogénio insolúvel em detergente neutro;
- NIDA — nitrogénio insolúvel em detergente ácido;
- NNP — nitrogénio não proteico;
- SP — solubilidade das proteínas em KOH.
- Conteúdos celulares e NDF